# 峨山掌突蟾
峨山掌突蟾（学名：Leptobrachella oshanensis），一种分布于中国中西部地区的两栖动物，隶属于角蟾科掌突蟾属。模式产地为四川省峨眉山。其种加词“oshanensis”意为“峨山的”。

## 形态特征
峨山掌突蟾雄蟾头体长27～31毫米，雌蟾头体长32毫米左右。身体背部皮肤较粗糙，为红棕色，两眼间有黑色三角斑；腹面光滑，咽喉部有麻斑，腹侧有白色腺体排列成纵行。

## 保护
本种于2023年被收录入《有重要生态、科学、社会价值的陆生野生动物名录》。